# 三花顶冰花
三花顶冰花（学名：Gagea triflora）为百合科顶冰花属下的一个种。